# セーブルアンテロープ
セーブルアンテロープ (Hippotragus niger) は、ウシ科ブルーバック族に分類されるレイヨウの一種。

## 形態
体長はおおよそ197-210cm、肩高は117-140cm、体重オス260kg・メス220kgで、レイヨウの中では大型の部類に入る。セーブル（クロテン）の名を冠す通り、オスは頬にかけての横顔と腹部を除けば全身黒褐色の毛皮に覆われているが、雌や子供は茶褐色である。雄、雌共に下腹部の毛色は白い。頭部に長く湾曲したサーベル状の角を生やし、個体によっては1.5m以上に達する。角でライオンを殺すこともある。首筋から背中にかけて硬質の鬣を生やしている。

## 生態
水場に近い疎林や草地に生息。雌と子で主に群れをつくり、雄は繁殖期になると縄張りを形成し雌を囲い込む。他の偶蹄類やウシ科動物同様、雄は互いの優劣を競うため角を交えて儀式的闘争を行う。
天敵は ライオン、ブチハイエナ、リカオンなど。

## 分布
ケニアから南アフリカ、アンゴラからモザンビークを中心に分布。

## 人間との関係
アンゴラに生息する亜種ジャイアントセーブルアンテロープもしくはオオクロレイヨウは、密猟のため残り数百頭しかいない。
- Hippotragus niger variani　ジャイアントセーブルアンテロープ

CRITICALLY ENDANGERED (IUCN Red List Ver. 3.1 (2001))